# Trovo
El trovo es una forma musical tradicional de la comarca de la Alpujarra (provincias de Almería y Granada), así como de otras zonas del sureste de España, como la Región de Murcia, norte de las provincias de Granada y Almería y sur de la provincia de Albacete. Consiste en la improvisación de poesía dialogada sobre una base musical folclórica. También se practica en otras áreas como la comarca de Loja (oeste de Granada), la Subbética cordobesa (sureste de Córdoba) y el noreste de la provincia de Málaga.
El trovo constituye una expresión cultural representativa de la Alpujarra, reflejando aspectos del modo de vida, pensamiento y sensibilidad de sus habitantes. Está considerada una de las manifestaciones culturales más significativas de la comarca.
Desde 2005, durante los primeros días de agosto, se celebra en el municipio murciano de Cartagena el Festival Internacional de Poesía Oral Improvisada, conocido como Trovalia, organizado por la Asociación Trovera José María Marín y patrocinado por el Ayuntamiento de Cartagena.

## Origen

### Elrepentismoen la cultura musulmana
La "discusión dialéctica" entre dos troveros responde a un patrón que ha estado presente en un gran número de culturas, y forma parte de la tradición asiática, de las culturas griega y romana y de la historia del Mediterráneo musulmán.
En el mundo árabe, la improvisación es un arte arraigado desde el siglo VIII. La costumbre de improvisar con un pie forzado aparece en multitud de textos musulmanes, incluyendo Las mil y una noches, generándose incluso todo un sistema de juegos poéticos basados en la repentización. El arte de la poesía improvisada, en forma de duelos entre dos poetas, está suficientemente acreditado en al-Ándalus.
A partir de 1492, y especialmente tras la rebelión de los moriscos liderados por Abén Humeya (1568-1570), La Alpujarra sufre un proceso de feroz despoblación y posterior repoblación con colonos extraídos de entre los grupos sociales más desfavorecidos de Galicia, Castilla y Andalucía, básicamente. En este largo período de casi un siglo, los moriscos alpujarreños mantuvieron sus tradiciones músico-poéticas (burlerías, berlandinas, etc.) y sus bailes (zambra, zarabanda, etc.). La despoblación y, sobre todo, el fracaso socioeconómico de los primeros repobladores, supuso la desaparición, no sólo de alquerías, caminos y acequias, sino también la pérdida del acervo cultural granadino.

### El trovo desde elsigloXVIalXIX
La evolución cultural que supuso la expulsión de los moriscos, sin embargo, no afectó a la propia persistencia del repentismo poético en La Alpujarra. De hecho, diversos textos del siglo XVI muestran que el sur de la península era famosa por sus decidores y trovadores de repente. Y aunque no han quedado muchas referencias a los trovos de La Alpujarra, zona muy deprimida social y económicamente en la época, entre los siglos XVII y XVIII, sí existen numerosos textos literarios sobre el trovo en otros lugares cercanos.
El fuerte crecimiento demográfico y económico de La Alpujarra a comienzos del siglo XIX, basado sobre todo en el vino, permitió al trovo volver a una posición más visible. Prácticamente todos los viajeros románticos (Carlos Dembowski, Washington Irving, Richard Ford, etc.) hacen referencia al trovo, que experimenta una época de gran difusión. La filoxera (1884 - 1885) acaba con el sueño alpujarreño.

### El trovo a partir de finales delsigloXIX
Como toda manifestación popular, el trovo ha estado muy vinculado, históricamente, al ecosistema, a los procesos productivos y a las ideologías. Especialmente, su desarrollo ha estado afectado por las migraciones que se han sucedido en la zona a partir de comienzos del siglo XX, y sobre todo con las emigraciones masivas de agricultores alpujarreños hacia las minas de Sierra Almagrera (Almería) y de Linares (Jaén).
El trovo alpujarreño enlazó de esta manera con la tradición de trovo murciano, que había tomado carácter propio a partir de 1880, saliendo de las minas y tabernas en lo social, y sustituyendo la quintilla tradicional de esta poesía por otro tipo de estrofas literarias, la décima y la glosa.
A partir de los años años 1940, el trovo murciano comienza a introducirse, ya de una forma clara, en La Alpujarra, en un período de fuertes tensiones y contradicciones internas para la música popular de la zona que, junto con el descrédito general de la música folclórica a partir de los años 50, condena al Trovo al semi-olvido, relegado a sólo algunas cortijadas.
Desde el año 1982, se desarrolla, de forma anual, el Festival de Música Tradicional de la Alpujarra, que ha permitido recuperar la tradición trovera. De hecho, fue declarado Bien de Interés Cultural inmaterial en la Comunidad de Murcia en 2014.
La tradición del trovo no solo se mantuvo en España, sino también en otros países hispanoamericanos, especialmente en Colombia y Cuba, donde se conoce como Trovo Cubano o Trova. En varias ocasiones, troveros alpujarreños y cubanos han medido sus capacidades.

## Tipos de trovo
En la actualidad, el trovo se ha conservado, fundamentalmente, en la zona de La Contraviesa, la cadena montañosa, paralela a Sierra Nevada, que cierra La Alpujarra hacia el mar. Sobre todo, en los municipios de Adra, Albuñol, Albondón, Murtas y Turón.
La fiesta del trovo se realizaba de forma espontánea: un grupo de personas se reunían durante la noche en un cortijo; la fiesta podía durar horas, a veces días. En la mayoría de las ocasiones, especialmente antes de finales del siglo XX, estas reuniones de trovo estaban relacionadas con formas de trabajo colectivo, llamadas tornapeón, como puedan ser la finalización de las cosechas, las mondaderas de almendras, etc.; trabajos colectivos que reforzaban la cohesión de los grupos, e incluían aspectos lúdicos
El trovo puede ser "cantao" o "hablao".

### Trovo cantao
El trovo cantao se suele acompañar de guitarra, bandurria y violín. La música marca los versos y el número de sílabas que ha de decir el trovaor. Existen dos estilos de trovo cantao: El Morato y el Malagueño. El cante suele hacerse rajao, casi a gritos, hasta el punto de que, en ocasiones, resulta dificultoso entender lo que dice el trovador. Con frecuencia, se inicia la primera sílaba de la quintilla con un quejido (un ay!), que no vuelve a hacerse cuando se repite el verso.

### Trovo hablao
El trovo hablao es más íntimo y propio de reuniones pequeñas o, en los casos de festivales, cuando los músicos descansan y el ambiente está caldeado, con la consiguiente motivación de los trovadores. En esta modalidad es frecuente el uso de quintillas, décimas y glosas (al estilo murciano), así como artificios de rima obligada, de verso de cierre dado, etc. Normalmente, se hace cortao, es decir, que una misma estrofa la componen, por turnos, dos o más repentizadores.

## Temática del trovo
En el libro sobre el trovo de La Alpujarra, editado por el Centro de Documentación Musical de Andalucía, se establecen siete tipos diferentes de trovos, desde la perspectiva de la temática sobre la que versan:
- Trovo filosófico.- Trata sobre temas como la muerte de un niño, la finalidad de la vida, la religión, la soledad, etc. Extraen sus planteamientos de la mentalidad colectiva, las fuentes de conocimiento del trovador y su propia reflexión personal.

- Trovo de actualidad.- La política, los líderes, anécdotas de los miembros de la comunidad, hechos que suceden incluso durante la propia reunión trovera... Son temas propios de los enfrentamientos entre troveros, que buscan la complicidad de los oyentes con sus posiciones personales sobre estos temas.

- Trovo satírico.- El caso paradigmático es la sátira contra su oponente, aunque puede ir dirigida contra cualquier persona, presente o ausente.

- Trovo burlesco o gracioso.- Cuando el trovero busca provocar la carcajada, el chiste; suele acompañarse de gestos, taconazos, brindis o números cómicos.

- Trovo amoroso.- Mucho menos agresivo, matizado, y propio de las reuniones cortijeras.

- Trovo lírico.- En algunos troveros se percibe un mayor interés por la construcción de metáforas, la búsqueda de la variedad en el lenguaje y la centralidad de la poesía frente a los restantes aspectos.

- Trovo panegírico.- Es una de las formas más extendidas, y el elogio se puede dirigir hacia cualquier persona o lugar. Suele ser usual en los cierres de las reuniones, como agradecimiento por la hospitalidad.

## La música del trovo
La música del trovo está basada en la tradición del fandango andaluz. Aunque la estructura global está marcada por el ritmo, los melismas finales de cada estrofa quedan a la improvisación del cantaor, igual que en el flamenco.
Está en compás de 3/4, y usualmente consta de dos partes:
- Una introducción instrumental, de diez compases, que finaliza (y, a veces, comienza) con tres acordes de guitarra.

- La parte cantada, que consta de seis (6) frases musicales rimadas, intercaladas con frases musicales instrumentales. Es usual que la 1ª, 3ª y 5ª frases musicales establezcan su final sobre la tónica mayor, mientras la 2ª y 4ª lo hagan sobre el quinto y séptimo grado respectivamente.[11]

## La danza del trovo
La danza utilizada con el trovo es, naturalmente, el fandango, que consta de dos partes o tipos, que en la zona se conocen como mudanzas y robao, respectivamente. Charles Davillier y Gustavo Doré, en 1862, ya describen el trovo bailado, y más tarde también lo harán Pedro Antonio de Alarcón (1872) y Jean-Christian Spahni (1954).
Es importante recordar que el mismo origen, el fandango, que el trovo alpujarreño, tienen otras danzas y músicas del sur de Andalucía, como los verdiales, las rondeñas, etc.

## Troveros
En su artículo Experiencias de trovadores, músicos y aficionados, Concha Peralta realiza entrevistas y análisis de estilo de los principales troveros de la Alpujarra, a finales del siglo XX:
- Constantino Berenguer López  ( Cortijo de la Tejera, Albuñol , 1926 )
- Ramón Antequera López (Cortijo de la Tejera, Albuñol, 1939)
- José Barranco Herrera (La Aldeílla, El Ejido, 1952)
- José Barranco López (El Ejido, 1926)
- José Benavides Rivas El Camionero (Cortijo El Algarrobo, Rambla Guarea, 1942)
- Manuel Fernández Moreno El Fragüilla (Albuñol, 1933)
- Manuel Fernández Manzano (Cortijo La Magaña, Cádiar, 1944)
- Miguel García Maldonado Miguel García "Candiota" (Cortijo Los Rivas, Albuñol, 1936)
- José García López (Guardias Viejas, 1939)
- José Galdeano Benavides El Quinto (Albuñol, 1939)
- Andrés Linares Jiménez (Cortijo Los Moras, Murtas, 1936)
- Epifanio Lupión Lupiáñez (Albuñol, 1900)
- Miguel Maldonado Fernández (Turón, 1914)
- José Martín Martín (Albondón, 1941)
- Juan Morón Morón (Cortijo Los Mateos, Cástaras, 1944)
- Luis Navarro López El Peal (Cortijo Solera, La Mojonera, 1922)
- Concha Peralta Zapata (Bérchules, 1954)
- José Soto Barrionuevo (Murtas, 1939)